# Вакуумування сталі
Вакуумува́ння ста́лі (англ. steel vacuum treatment (processing)) — короткочасна обробка рідкої сталі вакуумом з метою покращення її якості за рахунок зменшення у ній вмісту водню, азоту і кисню та неметалевих включень, а при спеціальних методах виплавки і деяких інших хімічних елементів (наприклад, Mn, Pb, Zn, Cu). Використовують також вакуум-кисневе зневуглецьовування сталі — обробка рідкої сталі вакуумом з одночасним продуванням рідкого металу киснем для зменшення вмісту вуглецю (до значень, менших від 0,05 %). Крім того, така обробка сприяє розкисненню металів.

## Види вакуумування сталі
Розрізняють вакуумування сталі позапічне (розрідження 66,5 Па, або 0,5 мм рт. ст.) і вакуумування сталі, що здійснюється під час виплавки (переплаву) її методами вакуумної металургії (розрідження 133•10−2…133•10−5 Па, або 10−2…10−5 мм рт. ст.). Позапічне вакуумування провадять у ковшах і спеціальних камерах. Його застосовують до сталей, виплавлених у конверторах та електричних печах. Позапічною є також обробка струменю сталі при відливанні виливків, переливанні у ківш тощо, а також комбінована вакуум-шлакова обробка. Вакуумування методами вакуумної металургії (вакуумною індукційною плавкою, електронно-променевим і вакуумно-дуговим переплавом) забезпечує одержання особливо високоякісних сталей.

## Історична довідка
Ідея застосування вакуумної обробки рідкої сталі для поліпшення її якості виникла у Г. Бессемера у 1883 р, але перші промислові досліди у 1914 і 1932 рр. не дали позитивних результатів, головним чином, через недостатню потужність вакуумних насосів. З 1946 р почалося дослідно-промислове освоєння вакуумної обробки рідкої сталі при переливі її з ковша у ківш.

## Вакууматори
Вакууматор — технологічна установка для вакуумування сталі.
Типи вакууматорів за способом вакуумування сталі:
- ковшового рафінування (англ. vacuum degassing) усього об'єму металу у ковші, поміщеному у вакуумну камеру або закритому герметичною кришкою, під якою створюється вакуум (використовується інертний газ аргон для перемішування рідкого розплаву сталі);
- порційного рафінування у ковші чи способом DH — за першими літерами назви підприємства «Dortmufld-Horder» (ФРН), де метод застосували вперше (вакуумування порцій рідкої сталі, що періодично засмоктуються у вакуумну камеру з ковша);
- циркуляційного вакуумування сталі чи RH-процесом — за першими літерами назви підприємства Ruhrstahl-Hereus (ФРН), де процес було застосовано вперше (вакуумування здійснюється шляхом неперервного пропускання розплаву через вакуумну камеру);
- струменевого вакуумування,  коли вакуумування відбувається при випуску (у струмені чи у виливниці).

Вакууматор складається з вакуумної камери і вакуумного насоса. Також можуть бути пристрої для подачі матеріалів (розкиснювачів) у вакуумований метал, для вдування нейтральних газів, кисню.